# There Goes My Girl

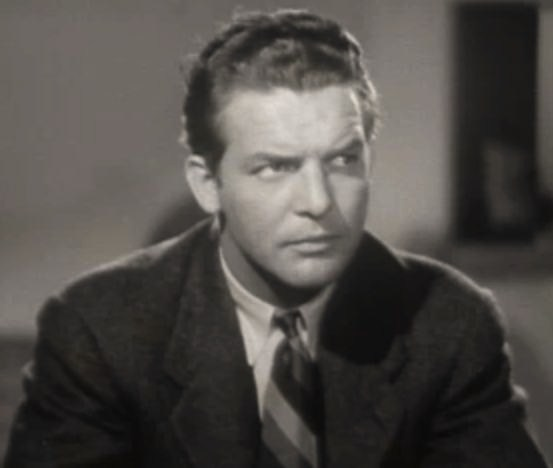
Gordon Jones começou no cinema no início da década de 1930. Ficou conhecido por protagonizar o seriado The Green Hornet em 1940 e pelo papel do policial Mike Kelly na série de TV The Abbott and Costello Show.

There Goes My Girl (Brasil: Casamento a Prestações ) é um filme estadunidense de 1937, do gênero comédia de ação, dirigido por Ben Holmes e estrelado por Gene Raymond e Ann Sothern. O filme segue a linha de The Front Page, com sua visão de perto do que acontece nos bastidores de um jornal diário. O público aprovou e a película foi um dos principais sucessos da RKO no ano.

## Sinopse
Jerry e Connie, repórteres de veículos rivais, anunciam que pretendem casar-se. O editor de Connie, Tim J. Whelan, não quer perdê-la, então faz de tudo para que a cerimônia não se realize, inclusive simular um assassinato quando os noivos estão no altar. Jerry e Connie, agora separados, são escalados pelos respectivos empregadores para cobrir as investigações.

## Elenco
| Ator/Atriz      | Personagem            |
| --------------- | --------------------- |
| Gene Raymond    | Jerry Martin          |
| Ann Sothern     | Connie Taylor         |
| Gordon Jones    | Dunn, repórter        |
| Richard Lane    | Tim J. Whelan         |
| Frank Jenks     | George Tate, repórter |
| Bradley Page    | Joe Rethburn          |
| Joan Woodbury   | Margot Whitney        |
| Marla Shelton   | Grace Andrews         |
| Alan Craig      | Godfrey, um vagabundo |
| Joseph Crehan   | Sargento Wood         |
| William Corson  | Dan Curtis            |
| Maxine Jennings | Senhorita Caldwell    |